# レノルド・シルキー
レノルド・オットー・シルキー（Renold Otto Schilke, 1910年6月30日 - 1982年9月5日）はアメリカの金管楽器製造会社「シルキー」の創業者。また、トランペット奏者。

## 来歴
1910年6月30日、ウィスコンシン州グリーンベイにて音楽一家の下に生まれる。8歳の頃からコルネットを始め、11歳にはホルトンバンドのソリストとして参加している。また11歳で楽器を初めて製作している。
1927年にベルギーにあるブリュッセル音楽院で18世紀に活躍した楽器製作者ヴィクトール＝シャルル・マイヨン（Victor-Charles Mahillon）の技術を学ぶ。翌年シカゴに戻ると、当時のシカゴ交響楽団首席トランペット奏者だったエドワード・ルウェリン（Edward Llewellyn）に師事した。また小さなマウスピース工房を興し、シカゴ響の金管奏者達にマウスピースを試してもらった。
1936年までしばらくシカゴを離れていたが、1936年にエドワードが他界すると再びシカゴ響に戻り、本格的に楽器製作に取り組み始める。また、この頃からシカゴ響に入っていたエルデン・ベンジ（Elden Benge、ベンジの創設者）の依頼により楽器をデザインしている。
プレイヤーとしてもシカゴ響の他にブラスアンサンブルを結成し、アドルフ・ハーセスと共にリサイタルをこなし、同時に楽器の宣伝も行った。
その後、シカゴ響に首席ホルン奏者として戻ってきたフィリップ・ファーカスと共に会社を設立。1956年にその半分から自身の会社を興した。それが今日のシルキーに至っている。
1981年には来日も果たしたが、1982年9月5日、アリゾナ州で亡くなる。72歳没。

## 楽器
シルキー・トランペットは世界的な評価を受け、オーケストラ、ジャズ、スタジオミュージシャンなどの一流プレーヤーに広く使われている。
特徴して特に挙げられるのは、
- 音色
- 音程
- レスポンス（反応）

の3点であり、また機械工学に精通していたシルキー独自の工夫として、接合部分やピストン両端部分は六角形状を用い、音色の影響を考えてベルに一切の装飾を施さないことも挙げられる。大手メーカーのような機械による大量生産ではなく、すべて手作りであり、レノルドの存命中は本人が一つ一つ楽器を試奏してチェックしたといわれる。